# L'uomo a una dimensione
L'uomo a una dimensione (titolo originale: One-Dimensional Man: Studies in the Ideology of Advanced Industrial Society) è un libro del 1964 del filosofo Herbert Marcuse, in cui l'autore propone una critica ad ampio raggio sia del capitalismo contemporaneo che della società determinatasi dopo il 1917-1921 in Unione Sovietica, documentando l'ascesa parallela di nuove forme di repressione sociale in entrambe queste società, così come il declino del potenziale rivoluzionario in Occidente. Sostiene che la "società industriale avanzata" ha creato falsi bisogni, che hanno integrato gli individui nel sistema esistente di produzione e consumo attraverso i mass media, la pubblicità, la gestione industriale e le modalità di pensiero contemporanee.
Ciò si traduce in un universo "unidimensionale" di pensiero e comportamento, in cui l'attitudine e l'abilità per il pensiero critico e il comportamento di opposizione si allontanano. Contro questo clima prevalente, Marcuse promuove il "grande rifiuto" (descritto a lungo nel libro) come l'unica opposizione adeguata ai metodi onnicomprensivi di controllo. Gran parte del libro è una difesa del "pensiero negativo" come forza dirompente contro il positivismo prevalente.
Marcuse, che con quest'opera consolidò notevolmente la sua fama, analizza anche l'integrazione della classe lavoratrice industriale nella società capitalista e le nuove forme di stabilizzazione capitalista, mettendo così in discussione i postulati marxiani del proletariato rivoluzionario e l'inevitabilità della crisi capitalista. Contrariamente al marxismo ortodosso, Marcuse sostiene forze non integrate di minoranze, estranei e Intelligencia radicale, cercando di nutrire il pensiero e il comportamento dell'opposizione promuovendo il pensiero e l'opposizione radicali. Considera le tendenze verso la burocrazia nei paesi presumibilmente marxisti come opposizione alla libertà come quelle nell'ovest capitalista.

## Sommario
Marcuse critica fortemente il consumismo e la moderna "società industriale", che sostiene sia una forma di controllo sociale . Marcuse sostiene che mentre il sistema in cui viviamo può pretendere di essere democratico, in realtà è totalitario. Una forma di razionalità tecnologica si è imposta su ogni aspetto della cultura e della vita pubblica ed è diventata egemonica. La nostra identificazione con questa ideologia egemonica della moderna società industriale, questa ideologia non rappresenta una forma di "falsa coscienza", ma piuttosto è riuscita a diventare realtà.
Le moderne società industriali hanno inoltre creato una "società benestante", che con crescente conforto ha mascherato la natura di sfruttamento del sistema e ha quindi rafforzato i mezzi di dominio e controllo. La moderna "società benestante" limita quindi le opportunità di rivoluzione politica contro il capitalismo.
Nelle moderne società dei consumi, Marcuse sostiene che un piccolo numero di individui ha il potere di dettare le nostre percezioni della libertà fornendo a noi l'opportunità di acquistare la nostra felicità. In questo stato di "non libertà", i consumatori agiscono irrazionalmente lavorando più di quanto è necessario per soddisfare i bisogni di base effettivi, ignorando gli effetti psicologicamente distruttivi, ignorando i rifiuti e i danni ambientali che provoca e cercando la connessione sociale attraverso elementi materiali.
È ancora più irrazionale nel senso che la creazione di nuovi prodotti, che richiede lo smaltimento di vecchi prodotti, alimenta l'economia e incoraggia la necessità di lavorare di più per acquistare di più. Un individuo perde la sua umanità e diventa uno strumento nella macchina industriale e un ingranaggio nella macchina di consumo. Inoltre, la pubblicità sostiene il consumismo diffuso, che disintegra il comportamento sociale, e informa le masse sul fatto che la felicità può essere acquistata, un'idea che è psicologicamente dannosa.
Esistono alternative per contrastare lo stile di vita del consumatore. L'anticonsumismo è uno stile di vita che riduce il consumo non necessario, nonché il lavoro non necessario, i rifiuti, ecc. Ma anche questa alternativa è complicata dall'estrema compenetrazione della pubblicità e della mercificazione perché tutto è un bene, anche quelle cose che sono bisogni reali.
In una lettera del 1964 a The New York Review of Books, Georg H. Fromm, William Leiss et al. ha delineato i temi principali del libro come segue:
1. Il concetto di "uomo unidimensionale" afferma che ci sono altre dimensioni dell'esistenza umana oltre a quella attuale e che queste sono state eliminate. Sostiene che le sfere dell'esistenza precedentemente considerate private (ad esempio la sessualità) sono ora diventate parte dell'intero sistema di dominio sociale dell'uomo sull'uomo e suggerisce che il totalitarismo può essere imposto senza terrore.
2. La razionalità tecnologica, che impoverisce tutti gli aspetti della vita contemporanea, ha sviluppato le basi materiali della libertà umana, ma continua a servire gli interessi della repressione. Esiste una logica di dominio nel progresso tecnologico nelle condizioni attuali: non un accumulo quantitativo, ma un "salto" qualitativo è necessario per trasformare questo apparato di distruzione in un apparato di vita.
3. L'analisi procede sulla base del pensiero "negativo" o dialettico, che vede le cose esistenti come "diverse da quelle che sono" e negano le possibilità inerenti a se stesse. Richiede "la libertà dal potere opprimente e ideologico di determinati fatti".
4. Il libro è generalmente pessimista sulle possibilità di superare il crescente dominio e la mancanza di libertà della società tecnologica; si concentra sul potere delle attuali classi dirigenti di contenere e respingere tutte le alternative allo status quo.

## Critica
Il teorico critico Douglas Kellner scrisse in Herbert Marcuse and the Crisis of Marxism che L'uomo a una dimensione era uno dei libri più importanti degli anni '60 e uno dei libri più sovversivi del ventesimo secolo. Nonostante il suo pessimismo, rappresentato dalla citazione delle parole di Walter Benjamin alla fine di questo libro, "Nur um der Hoffnungslosen willen ist uns die Hoffnung gegeben" ("È solo per il bene di coloro che non hanno speranza che la speranza ci è stata data"), ha influenzato molti nella New Left in quanto ha espresso la loro crescente insoddisfazione nei confronti delle società capitaliste e delle società comuniste sovietiche.
Il filosofo Stephen Hicks sostiene che la popolarità del libro ha segnato "una forte svolta verso l'irrazionalità e la violenza tra i giovani di sinistra".
Nel 2018, il filosofo Ronald Aronson ha scritto che L'uomo a una dimensione è più preveggente di quanto Marcuse avrebbe mai potuto immaginare e che oggi è più rilevante che mai.